# 龙宽九段
龙宽九段是中国大陆的流行音乐组合（已于2005年解散）。由女主唱兼创作“龙宽”及负责吉他、制作、编曲的“九段”田鹏组成。该组合一出道即被乐坛看好，被北京音乐台评为2004年上半年十大新人之一，被称为“2004年最值得期待和聆听的双人组合”。

## 履历
龙宽九段组合于2002年1月成立，并开始筹备第一张专辑。2002年4月，龙宽九段首次在北京公开表演，立即引起乐界的瞩目。2002年7月，龙宽九段与京文旗下的音乐厂牌水晶唱片签约，开始了职业歌手的生涯。2005年，由于田鹏在公开场合说出有争议性的语言，在唱片公司要求下龙宽九段正式解散。

## 专辑
《我听这种音乐的时候最爱你》           ——2004年9月27日发行

## 奖项
2005年1月22日获得第十二届中国歌曲排行榜年度最佳创作新人奖、最佳编曲奖、最佳录音奖，专辑中的歌曲《我听这种音乐的时候最爱你》获得的年度十五大金曲奖。2005年3月获得百事音乐风云榜年度最佳专辑奖。